# Ichneutica brunneosa
Ichneutica brunneosa là một loài bướm đêm trong họ Noctuidae.